# 鈴木宏子 (国文学者)
鈴木 宏子（すずき ひろこ、1960年 - ）は、日本の国文学者。千葉大学教授。専門分野は平安文学、和歌文学。夫は学習院大学教授の鈴木健一。

## 人物・来歴
栃木県宇都宮市生まれ。1979年、茨城県立水戸第一高等学校卒業。1983年、お茶の水女子大学文教育学部国文学科卒業。1991年、東京大学大学院人文科学研究科国語国文学専攻博士課程単位取得満期退学。1994年、「古今和歌集表現論」で博士（文学）の学位を取得。千葉大学教育学部助教授を経て、同教授。2013年、第14回紫式部学術賞受賞。 2019年、『「古今和歌集」の創造力」』で第7回古代歴史文化賞大賞。

## 著書
- 『古今和歌集表現論』（笠間書院） 2000年12月
- 『王朝和歌の想像力 古今集と源氏物語』（笠間書院） 2012年10月
- 『「古今和歌集」の創造力』（NHK出版、NHKブックス） 2018年12月

### 共編
- 『和歌史を学ぶ人のために』（鈴木健一共編、世界思想社） 2011年8月
- 『古今和歌集』（明治書院、和歌文学大系5） 2021年12月

編者代表・久保田淳、他は高野晴代、高木和子、高橋由記